# 7046 Reshetnev
7046 Reshetnev è un asteroide della fascia principale. Scoperto nel 1977, presenta un'orbita caratterizzata da un semiasse maggiore pari a 3,0210986 UA e da un'eccentricità di 0,0927955, inclinata di 10,13310° rispetto all'eclittica.